# 莫戈博拉區
莫戈博拉區（葡萄牙語：Mogovolas），是莫桑比克的行政區，位於該國東北部，由楠普拉省負責管轄，首府設於莫戈博拉，面積4,771平方公里，2007年人口266,559，人口密度每平方公里56人。